# Gardinia
Gardinia is een geslacht van vlinders van de familie spinneruilen (Erebidae), uit de onderfamilie Arctiinae.

## Soorten
- G. amynitica Hering, 1925
- G. anopla Hering, 1925
- G. boliviensis Hering, 1925
- G. magnifica Walker, 1865
- G. paradoxa Hering, 1925